# 日本大学明誠高等学校
日本大学明誠高等学校（にほんだいがくめいせいこうとうがっこう）は山梨県上野原市にある、日本大学付属の私立高等学校。略称「日大明誠」。最寄駅は中央本線上野原駅。

## 概観
かつて日本大学へ進学する生徒の割合は少数であったが、近年は70%ほど進学するようになった。
八王子市や相模原市と接する山梨県最東端に所在し、東京都や神奈川県から通学する生徒が全体の約9割を占める。
伝統的に男子生徒の比率が高く、1980年代には男女比が10:0程度まで上ることもあった。現在でも男女比は3:1割ほどを占める。

## 沿革
- 1960年 - 日本大学創立70周年事業として創立。
- 1961年 - 校旗制定。
- 1962年 - 2号校舎竣工。
- 1964年 - 校歌制定、野球場・運動場完成。
- 1965年 - 1号校舎竣工。
- 1966年 - 講堂兼体育館・プール竣工、図書館管理棟竣工。
- 1972年 - TVドラマ「飛び出せ!青春」ロケ地になる。
- 1975年 - 合宿所兼研修所竣工。
- 1977年 - 山梨県高等学校総合体育大会男子総合優勝。
- 1978年 - 山梨県高等学校総合体育大会男子総合優勝。
- 1981年 - 視聴覚棟竣工。
- 1988年 - 学生食堂竣工。
- 1992年 - 部室棟・シャワールーム竣工。
- 1993年 - 全教室冷暖房設備設置完了。
- 1995年 - CAI教室竣工。
- 1997年 - 第69回選抜高等学校野球大会出場。
- 1999年 - 多目的ホール「創造」竣工。
- 2002年 - 1号校舎 廊下・階段改修工事、2号校舎 トイレ改修工事。
- 2019年 - 12月31日に行われた第98回全国高等学校サッカー選手権大会に初出場し初戦敗退。

※2010年現在、プールは取り壊されており、プール授業はなくなっている。
水泳部は存在するが、市営プールを使って練習している。

## 教育組織
- 普通科
  - 特別進学コース
  - 普通コース

特別進学コース
- 特別進学コースは、普通コースより高いレベルの授業を行い、バランスのとれた人材を育成する。

また、日本大学よりハイレベルな国公立大、難関私大への合格を目標とし、特別な教育課程が組まれる。
毎週2、3回だが、放課後に特進特別補習が英数国の3教科で行われている。
普通コース
- 普通コースは、日々の授業において基礎学力の向上を図り、日本大学への合格を目指す。

日本大学では文理学部を目指す生徒が多いが、日本大学だけでなく、有名私大へ進学する者もいる。

## 部活動
- 野球部
- バスケットボール
- 卓球部
- 陸上競技部
- サッカー部
- ソフトテニス
- バレーボール
- ハンドボール部
- 剣道部
- 水泳部
- ラグビー部
- スキー部
- バドミントン部
- 硬式テニス部
- 自然科学部
- 音楽部
- 吹奏楽部
- 美術部
- 写真部
- 書道部
- 茶道（華道）部
- ダンス・チア部
- 生徒会執行部

## 出身者

### 政治家
- 尾崎保夫
- 澤井敏和

### 野球
- 木田優夫
- 遠藤政隆
- 伊藤剛
- 木内九二生

### バスケ
- 小野壮二郎

### 芸能
- 宇都宮隆
- 木根尚登
- 坂本ちゃん
- 永井流奈
- 野村邦丸
- ねづっち
- 加藤憲
- 悠
- 小峰晃

### 文化
- 羽原大介